# Cynoglossum
Genre
Classification phylogénétique
Le genre des cynoglosses (Cynoglossum) regroupe des plantes herbacées de la famille des Boraginacées. Certaines espèces sont appelées « Langue de chien » (du grec cyno, chien et glossum, langue) et produisent des cymes de petites fleurs bleu azur ressemblant à celles du myosotis.
La racine de cynoglosse était anciennement connue comme tempérante et narcotique.